# Villaggio Mosè
Il Villaggio Mosè è una frazione di Agrigento. Sorto tra gli anni trenta e quaranta del Novecento, come zona residenziale per gli operai della vicina miniera zolfifera della Ciavolotta, è considerata una delle aree più ricche di zolfo nel mondo. La successiva crisi delle attività estrattive in Sicilia trasformò tra gli anni sessanta e settanta il piccolo centro minerario in centro commerciale oltre che residenziale. Esso sorge a sud-est del centro della città ed è sede di numerose e variegate attività economiche e commerciali, oltre che di hotel e case vacanze, data anche la vicinanza con le spiagge.